# Kosaki
Kosaki – wieś w Polsce położona w województwie podlaskim, w powiecie łomżyńskim, w gminie Piątnica.
Wierni kościoła rzymskokatolickiego należą do parafii Najświętszego Serca Pana Jezusa w Bronowie.

## Historia
Dawniej prywatna wieś szlachecka Kossaki-Ponikłystok położona była w drugiej połowie XVI wieku w powiecie wiskim ziemi wiskiej województwa mazowieckiego. 
W latach 1921–1939 były to dwie wsie – Kossaki Szlacheckie i Kossaki Włościańskie, leżały w województwie białostockim, w powiecie łomżyńskim, w gminie Drozdowo.
Według Powszechnego Spisu Ludności z 1921 roku wieś:
- Kossaki Szlacheckie – zamieszkiwało 90 osób w 10 budynkach mieszkalnych
- Kossaki Włościańskie – zamieszkiwało 205 osób w 34 budynkach mieszkalnych [8].

Miejscowości należały do parafii rzymskokatolickiej w Bronowie. Podlegała pod Sąd Grodzki i Okręgowy w Łomży; właściwy urząd pocztowy mieścił się w Łomży.
W wyniku napaści ZSRR na Polskę we wrześniu 1939 miejscowość znalazła się pod okupacją sowiecką. Od czerwca 1941 roku pod okupacją niemiecką. Od 22 lipca 1941 do 1945 włączona w skład Landkreis Lomscha, Bezirk Bialystok III Rzeszy.
Do 1954 roku miejscowość należała do gminy Drozdowo. W latach 1954–1959 wieś należała i była siedzibą władz gromady Kossaki, po jej zniesieniu w gromadzie Bronowo. Z dniem 18 sierpnia 1945 roku została wyłączona z woj. warszawskiego i przyłączona z powrotem do woj. białostockiego. W latach 1975–1998 miejscowość administracyjnie należała do województwa łomżyńskiego.
W 1887 w Kosakach urodziła się Regina Mundlak (zm. 1942), polska malarka.